# OllyDbg
OllyDbg – okienkowy debuger na platformę x86 napisany przez Ołeha Juszczuka w roku 2000. OllyDbg jest programem wolnym od opłat, pomimo iż jego licencją jest Shareware. OllyDbg umożliwia prosty sposób poszerzania swoich możliwości poprzez sprawny system wtyczek.
Na podstawie OllyDbg firma Immunity Inc. stworzyła Immunity Debugger, jednym z najważniejszych ulepszeń w stosunku do pierwowzoru jest obsługa skryptów napisanych w języku Python.